# Exorcisme de Tanacu
L'exorcisme de Tanacu est une affaire d'exorcisme dans laquelle Maricica Irina Cornici, une religieuse malade mentale du monastère de l'Église orthodoxe roumaine de Tanacu, dans le comté de Vaslui en Roumanie, est morte d'un arrêt cardiaque des suites d'un exorcisme effectué en juin 2005 par le prêtre Daniel Petre Corogeanu avec l'aide de quatre autres religieuses. L'affaire a été largement diffusée par les médias roumains et, à la suite d'un long procès, les cinq coupables ont été condamnés pour assassinat.

## Les faits
Le prêtre et plusieurs religieuses du monastère de la Sainte Trinité à Tanacu ont exercé un exorcisme pendant trois jours sur Irina Cornici, l'immobilisant sur une croix en bois et la laissant sans eau ni nourriture.
Une ambulance est alors appelée et, voyant l'état de Cornici, le docteur tente de lui sauver la vie en lui administrant six doses d'adrénaline, acte qui fut soupçonné d'être la cause de la mort. L'enquête a cependant exonéré le personnel médical.
Peter Corogeanu a été condamné à 14 ans de prison et quatre des religieuses qui l'ont aidé ont reçu des peines de prison allant de cinq à huit ans de privation de liberté. Condamné en appel à sept ans de prison, Corogeanu a été remis en liberté conditionnelle en 2011 après avoir purgé les deux tiers de sa peine.

## Postérité
Plusieurs films sont basés sur l'exorcisme de Tanacu :  
- Au-delà des collines (2012), drame roumain réalisé par Cristian Mungiu avec Cosmina Stratan, Cristina Flutur et Valeriu Andriuţă ;
- The Crucifixion (2017), thriller américain réalisé par Xavier Gens, avec Sophie Cookson, Corneliu Ulici et Brittany Ashworth (en).